# Emilia Dębska
Emilia Dębska, znana także jako Mila (ur. 5 listopada 1984) – polska aktorka i piosenkarka, wokalistka Studio Buffo.

## Życiorys
W 2007 rozpoczęła współpracę z zespołem Teatru Buffo, z którym wystąpiła w programach telewizyjnych Przebojowa noc i Złota sobota. Jesienią 2015 brała udział w szóstym sezonie programu TVP2 The Voice of Poland. Podczas tzw. przesłuchań w ciemno dołączyła do drużyny Edyty Górniak, jednak odpadła na etapie tzw. bitew. W 2017 zakwalifikowała się z utworem „Svoboda” do programu EMA 2018, wyłaniającego reprezentanta Słowenii w 63. Konkursie Piosenki Eurowizji. 19 lutego 2022 wystąpiła z utworem „All I Need” w finale programu Tu bije serce Europy! Wybieramy hit na Eurowizję!.